# UCIプロツアー
UCIプロツアーあるいはUCIプロツール (UCI ProTour) は、2005年から2010年まで行われた国際自転車競技連合 (UCI : Union Cycliste internationale) が主催する自転車のロードレースシリーズである。従前のUCIワールドカップを一新し、UCIが新たな枠組みで各レースをシリーズ化したものである。

## 概要
このUCIプロツアーは、近年特にヨーロッパでは自転車ロードレースの人気低下が顕著になっており、また「自転車ロードレース＝ツール・ド・フランス」といったような一極化をどうにか食い止め、UCIが旧UCIワールドカップで浮上した諸問題を解決し、人気回復のための改革として導入された。
UCIは20のプロツアーライセンス（基本的に4年間有効）を発行し、各チームはこのライセンスを買い取るという形をとる。このライセンス発行にはチームにドーピング対策、チームの経済力等厳しい審査を課す。実際に2005年にはフォナック・ヒアリングシステムは多くのドーピング違反選手を出し、改善策を示したが当初のライセンス発行は認められず19チームでの施行となる。チームはライセンス料を払うことにより、UCIプロツアーに組み込まれたすべてのレースに出場しなければならず、またその際に「チームの上位5選手のうち少なくとも2人を出場させる」ことが求められた。
一方で、プロツアー制度の施行直後は旧UCIワールドカップに含まれなかったツール・ド・フランス、ジロ・デ・イタリア、ブエルタ・ア・エスパーニャの世界3大ツールなどもプロツアーに組み込まれたことから、プロツアーへの参加を認められたチーム（UCIプロチーム）は、それら有力レースへの出場権が自動的に確保できることになった。しかし2007年からグランツールへの出場権は各レースの主催者が独自に付与することとなったため、この恩恵は薄れている。
UCIは各レース種別ごとに獲得ポイントを定め、各年度の1月1日から12月31日の累計獲得ポイントからリーダーを決める。各レース時点でのポイントリーダーは白色のリーダージャージを着用することが許される。さらにプロツアーの下に大陸ごとに五つのコンチネンタルサーキット（UCIアフリカツアー、UCIアメリカツアー、UCIアジアツアー、UCIヨーロッパツアー、UCIオセアニアツアー）を創設している。
プロツアーに組み込まれているレースは、UCIプロチーム20チームの他、主にプロフェッショナルコンチネンタルチームを中心とした数チーム（実質は地元チームが中心）だけがワイルドカードとして出場できる。このためUCIプロチーム以外のチームにとっては、逆に各レースへの参加の門は狭くなってしまった。
コンチネンタルサーキットに組み込まれているレースは、さらにカテゴリーをHC（Hors Classe＝カテゴリー超級）、クラス1、クラス2と細分化し、獲得ポイントなどをレースごとに変えている。
これらに基づいたポイントにて個人・チーム別・国別ランキングを毎月25日（休日である場合には翌日）に発表している。
2008年7月15日、この年のUCIプロツアーライセンスを保持している20チームのうちの17チームが、2009年度以降のUCIプロツアーライセンス更新を行わないことを共同で表明し、併せて2009年以降はグランツール主催者と共同で新しい制度を構築することを発表したことから、2009年度以降のプロツアー制度の継続について危ぶむ声が生じた（詳細は後述）。

## チームのカテゴリー
UCIプロチーム
プロツアー全レースに出場義務がある。人数制限はあるが、コンチネンタルサーキットのクラスHC、クラス1のレースにも出場可。ただし出場してもポイントはつかない。プロツアーチームとも。
プロフェッショナルコンチネンタルチーム
コンチネンタルサーキットを主戦場とする。UCIに1年ごとに認定される必要がある。
コンチネンタルサーキット→クラスHC、クラス1、クラス2（プロツアーへは招待で出場可能。ただしポイントはつかない。ヨーロッパのクラス2レースには主催国チームでないと出場できない。）
コンチネンタルチーム
プロとノンプロの混成となる。チームを主に構成する選手の出身国の連盟から認可を受ける。
コンチネンタルサーキット→クラスHC、クラス1、クラス2（ただし、ヨーロッパのHCレースには主催国チームでないと出場できない。）
ナショナルチーム
コンチネンタルサーキット→クラス1、2
地域チーム／クラブチーム
コンチネンタルサーキット→クラス2のみ
|                                        | UCIプロツアー | コンチネンタルサーキットHC(超級)クラス | コンチネンタルサーキット1クラス | コンチネンタルサーキット2クラス |
| -------------------------------------- | ------------- | -------------------------------------- | ------------------------------- | ------------------------------- |
| UCIプロチーム                          | ◎             | ○                                      | ○                               | ×                               |
| プロフェッショナルコンチネンタルチーム | △             | ○                                      | ○                               | ▲                               |
| コンチネンタルチーム                   | ×             | ▲                                      | ○                               | ○                               |
| ナショナルチーム                       | ×             | ×                                      | ○                               | ○                               |
| 地域チーム／クラブチーム               | ×             | ×                                      | ×                               | ○                               |

◎･･･出場の義務がある
○･･･出場可能
▲･･･ヨーロッパコンチネンタルツアーの場合は開催国のチームのみ出場可能
△･･･ワイルドカードの招待により出場可能
×･･･出場できない

## レースポイント配分

### 2008年以降のポイント配分
ステージレースとロンド・ファン・フラーンデレン
ツアー・ダウンアンダー、ロンド・ファン・フラーンデレン、バスク一周、ツール・ド・ロマンディ、カタルーニャ一周、ドーフィネ・リベレ、ツール・ド・スイス、ドイツ・ツアー、エネコ・ツアー、ツール・ド・ポローニュ
- 優勝者 50ポイント。以下順に10位まで、40、35、30、25、20、15、10、5、2の各ポイントが与えられる。

ワンデーレース（ロンド・ファン・フラーンデレン以外）
ヘント〜ウェヴェルヘム、アムステルゴールドレース、クラシカ・サンセバスティアン、GP西フランス・プルエー、ヴァッテンフォール・サイクラシックス、ファイナルレース
- 優勝者 40ポイント。以下順に10位まで、30、25、20、15、11、7、5、3、1の各ポイントが与えられる。

|                          | 1位 | 2位 | 3位 | 4位 | 5位 | 6位 | 7位 | 8位 | 9位 | 10位 |
| ------------------------ | --- | --- | --- | --- | --- | --- | --- | --- | --- | ---- |
| ステージレースとRVV      | 50  | 40  | 35  | 30  | 25  | 20  | 15  | 10  | 5   | 2    |
| ワンデーレース           | 40  | 30  | 25  | 20  | 15  | 11  | 7   | 5   | 3   | 1    |
| ステージレースの区間成績 | 3   | 2   | 1   |     |     |     |     |     |     |      |

ステージレースにおける区間成績ポイント
- 1位 3ポイント、2位 2ポイント、3位 1ポイント が与えられる。

### 2007年以前のポイント配分
カテゴリー A
ツール・ド・フランス
- 優勝者 100ポイント、総合2位 75ポイント、総合3位 60ポイント。以下順番に20位まで、55、50、45、40、35、30、25、20、15、12、10、8、6、5、4、3、2の各ポイントが与えられる。

カテゴリー B
ジロ・デ・イタリア、ブエルタ・ア・エスパーニャ
- 優勝者 85 ポイント。以下順番に20位まで、65、50、45、40、35、30、26、22、19、16、13、11、9、7、5、4、3、2、1の各ポイントが与えられる。

カテゴリー C
ミラノ〜サンレモ、ロンド・ファン・フラーンデレン、パリ〜ルーベ、リエージュ〜バストーニュ〜リエージュ、ジロ・ディ・ロンバルディア、パリ〜ニース、ティレーノ〜アドリアティコ、ドーフィネ・リベレ、バスク一周、ツール・ド・ロマンディ、ツール・ド・スイス、ドイツ・ツアー、エネコ・ツアー、カタルーニャ一周、ツール・ド・ポローニュ
- 優勝者 50ポイント。以下順番に10位まで、40、35、30、25、20、15、10、5、2の各ポイントが与えられる。

カテゴリー D
アムステルゴールドレース、ヘント〜ウェヴェルヘム、フレッシュ・ワロンヌ、GP西フランス・プルエー、パリ〜ツール、クラシカ・サンセバスティアン、チューリッヒ選手権、ヴァッテンフォール・サイクラシックス
- 優勝者 40ポイント。以下順番に10位まで、30、25、20、15、11、7、5、3、1の各ポイントが与えられる。

アイントホーフェン・チームタイムトライアル
- 優勝チームの完走選手 10ポイント、2位チームの完走選手 9ポイント。以下順に10位まで、8、7、6、5、4、3、2、1の各ポイントが与えられる。

ツール・ド・フランスにおける区間成績ポイント
- 1位 10ポイント、2位 5ポイント、3位 3ポイント。

ジロ・デ・イタリア、ブエルタ・ア・エスパーニャにおける区間成績ポイント
- 1位 8ポイント、2位 4ポイント、3位 2ポイント。

その他のステージレースにおける区間成績ポイント
- 1位 3ポイント、2位 2ポイント、3位 1ポイント。

|                         | 1位 | 2位 | 3位 | 4位 | 5位 | 6位 | 7位 | 8位 | 9位 | 10位 | 11位 | 12位 | 13位 | 14位 | 15位 | 16位 | 17位 | 18位 | 19位 | 20位 |
| ----------------------- | --- | --- | --- | --- | --- | --- | --- | --- | --- | ---- | ---- | ---- | ---- | ---- | ---- | ---- | ---- | ---- | ---- | ---- |
| カテゴリーA             | 100 | 75  | 60  | 55  | 50  | 45  | 40  | 35  | 30  | 25   | 20   | 15   | 12   | 10   | 8    | 6    | 5    | 4    | 3    | 2    |
| カテゴリーB             | 85  | 65  | 50  | 45  | 40  | 35  | 30  | 26  | 22  | 19   | 16   | 13   | 11   | 9    | 7    | 5    | 4    | 3    | 2    | 1    |
| カテゴリーC             | 50  | 40  | 35  | 30  | 25  | 20  | 15  | 10  | 5   | 2    |      |      |      |      |      |      |      |      |      |      |
| カテゴリーD             | 40  | 30  | 25  | 20  | 15  | 11  | 7   | 5   | 3   | 1    |      |      |      |      |      |      |      |      |      |      |
| アイントホーフェンTTT   | 10  | 9   | 8   | 7   | 6   | 5   | 4   | 3   | 2   | 1    |      |      |      |      |      |      |      |      |      |      |
| カテゴリーAでの区間成績 | 10  | 5   | 3   |     |     |     |     |     |     |      |      |      |      |      |      |      |      |      |      |      |
| カテゴリーBでの区間成績 | 8   | 4   | 2   |     |     |     |     |     |     |      |      |      |      |      |      |      |      |      |      |      |
| カテゴリーCでの区間成績 | 3   | 2   | 1   |     |     |     |     |     |     |      |      |      |      |      |      |      |      |      |      |      |

## 参加チーム
- AG2R・ラ・モンディアル
- アスタナ・プロチーム
- エウスカルテル・エウスカディ
- ガーミン・スリップストリーム
- ランプレ
- リクイガス
- ケス・デパーニュ
- ロット
- クイックステップ
- ラボバンク
- チーム・CSC
- T-モバイル
- チーム・カチューシャ
- チーム・ミルラム
- チーム・レディオシャック
- チームスカイ
- ファッサ・ボルトロ（Fassa Bortolo・2005年）
- フォナック・ヒアリングシステム（Phonak Hearing Systems・2005年 - 2006年）
- リバティー・セグロス→アスタナ・ウルト（Liberty Seguros-Würth Team・2005年 - 2006年）- 現・アスタナとは別チーム。
- チーム・ディスカバリーチャンネル (Discovery Channel Pro Cycling Team・2005年 - 2007年)
- ユニベット (Unibet.com・2007年)
- クレディ・アグリコル (Credit Agricole・2005年 - 2008年)
- ゲロルシュタイナー(Gerolsteiner・2005年 - 2008年)

## 諸問題
旧UCIワールドカップ以来の問題点がどれだけ改善され、また新たに問題がどれだけ出てきたかについてはさまざまな議論があるが、ここでいくつか挙げる。

### ドーピング問題
ドーピング問題については、自転車ロードレース界に常につきまとう問題とされてきた。UCIプロツアー制度導入にあたり、初めてドーピングに関する倫理規定が導入された。2年間の停職処分とUCIプロツアー参加禁止が罰則として規定された。ドーピングが判明し、この罰則が適用されると、選手生活に重大な支障を来す。過去にこの問題に巻き込まれた有名選手にはデヴィッド・ミラー（2年間レースに出場できなかった）、ヤン・ウルリッヒ（疑惑のみで引退に追い込まれた）、イヴァン・バッソ（2006年のジロ・デ・イタリアを制してダブルツールに挑戦する直前にツール・ド・フランス出場を阻まれた）、フロイド・ランディス（2006年のツール・ド・フランスで総合1位となりながらもドーピング疑惑により総合優勝は保留とされ、2007年9月20日アメリカアンチドーピング機関より失格の判定が下り、当該順位を剥奪される）らがいる。

### 若手育成
当初このUCIプロツアー導入に当たっては、チームが各レースへの出場を義務付けられ、即戦力の選手獲得に走り、若手の育成がおろそかになるという指摘もあった。チーム方針として即戦力で戦うチームもある一方、若手育成を重視するチームもある。UCIプロチームは確かにプロツアーに組み込まれたレースにはすべて出場しなければならないが、一部のコンチネンタルサーキットのレースにも出場することが認められており、各チームはこのコンチネンタルサーキットに出場させることで、若手の育成を図っている。

### メディアへの露出機会の増加
ロードレース振興のためには、メディアに露出する機会を増やすことが必要であった。またツール・ド・フランスのみを狙う有名選手をいかに多くの大会に出場させ、メディアへの露出を上げられるかという課題があった。当初各チームのトップの選手のプロツアーでの最低出場回数を設定しようとしたが、結局各レースでチームのトップ5の内2人を出場させることとなってしまった。どのスポーツの世界でもそうであるが、観客を呼び込めるスター選手というのはほんの一握りであり、この出場規定によりロードレースのメディアへの露出が増したかということには疑問符がつく。

### 地方レースの衰退
このプロツアー制度導入にあたって地方（特にフランス・スペイン）のカップレースなどは大きな打撃を受けている。以前はトップ選手もライフワーク的意味合いも兼ねて地元のレースに出場することが多かったが、プロツアーでより多くのレースへの出場が義務付けられることにより、このような地方レースへの参加ができなくなってしまった。有名選手が出ないレースはスポンサーからの資金調達が難しくなり、プロツアーに組み込まれなかった伝統的なレースが休止に追い込まれている場合もある。

### グランツールとの主導権争い
UCIプロツアーのスタートに伴い浮上した大きな問題の一つが、ツール・ド・フランス、ジロ・デ・イタリア、ブエルタ・ア・エスパーニャのいわゆる「グランツール」の主催者とUCIとの主導権争いである。

#### 2007年以前の動向
プロツアー制度の導入に伴い、グランツールの主催者は従来各主催者が独自の基準で行っていた出場チーム選考の権限を、事実上UCIに奪われることとなってしまった。従来各主催者はイベントの盛り上げのため、たとえ格下であっても自国のチームや自国の人気選手が所属するチームを優先的にワイルドカードなどで拾い上げるといったことを行ってきたが、プロツアーでは出場チームがほとんど同じようなチームになってしまうため、逆にイベントの盛り上がりが欠ける結果も一部では生まれている。
このためグランツールの主催者はたびたびプロツアーからの離脱をほのめかす行動を取り、実際2005年と2006年12月には、ASO（フランス、ツール・ド・フランス主催者）・RCSスポルト（イタリア、ジロ・デ・イタリア主催者）・ウニプブリク（スペイン、ブエルタ・ア・エスパーニャ）は、三社が主催するグランツールを含む11レースをプロツアーから離脱させることを提案した。
また2006年10月には、ジロ・ディ・ロンバルディアを主催するRCSスポルトが、UCIプロツアー制度に対する反発から、プロツアーの最終戦である同レースの優勝者の表彰式の後に本来行うべきプロツアー総合優勝者の表彰式を実施しないという異常事態が起こった。ただこれに対してはプロツアーに参加するチームの多くから反対の声が上がり、プロツアーに参加する全チームがレースの表彰式を完全ボイコットすることで、グランツールの主催者側の態度に抗議の意思を表明した。
結局2007年3月にUCIとASOなど三社が交渉した結果、2007年シーズンに関しては三社の主催レースをプロツアーに組み込むことで暫定的な合意が成立した。ただ三社主催レースに関する出場チームについて、各レースの主催者が独自に選考を行う方針は維持された。
この結果、UCIプロチーム資格が有名無実化する問題が浮上した。そもそもUCIは最高カテゴリーとなるUCIプロチームのライセンスを発行する見返りとして、UCIプロチームにグランツールへの優先出走権を与えるとしていた。つまり大金を積んでUCIプロチーム株を買えば、グランツールには確実に出られますよという形でチームはスポンサーに営業をしていたのである。ところが2007年より新たにUCIプロチームとなったユニベットは、オンラインカジノがメインスポンサーであるという理由でパリ〜ニース、ティレーノ〜アドリアティコ、ミラノ〜サンレモ、ジロ・デ・イタリア、ツール・ド・フランス、ブエルタ・ア・エスパーニャなど、最もメディア露出が多いレースの主催者から出走を拒否され、UCIもこれを認めてしまったのである。こうなると、わざわざ大金を出してUCIプロチームになる必然性には重大な疑問符がつく。ユニベットは現在この問題についてUCIと係争中である。
2007年シーズン終了後にもこの問題が再燃、ついにUCIプロツアー2008のカレンダーからグランツールを含む複数のレースが除外され（代わりに1月にオーストラリアで開催されるツアー・ダウンアンダーをUCIプロツアーに加えている）、これらのレースは新たに設けられたカテゴリーのレースに組み込まれることとなった。ツール・ド・フランスの期間中はUCIプロツアーのレースが開催されない配慮はなされているものの、UCIプロツアーとグランツールは事実上分裂し、UCIプロツアーの存在意義が問われる事態となっている。

#### 2008年、ASOとの対立再燃
2008年のシクロクロス世界選手権開催期間中にUCIとASOらのグランツール主催者側との間で会議が行われ、主催者側が希望する新シリーズ制定について、UCI側も同調の姿勢を見せたかに思われたが、ツール・ド・フランスだけはUCIプロチームの18チームを必ず招待するよう主張し、事実上物別れの形に終わった。
その後ASOは、2007年のツール・ド・フランスでドーピングスキャンダルにより参加選手全員が棄権することになったアスタナ・チームを、ASOが主催するレース（この中にはツール・ド・フランスやパリ〜ニース、パリ〜ルーベなどが含まれる）には招待しないことを発表した他、3月9日開幕のパリ〜ニースについてはUCIの介入を認めず、フランス自転車競技連盟（FFC）の管理の下で開催するということも表明したことから、UCIはパリ〜ニースの参加予定チームに対し、ボイコットを要請する書簡を送った。
実は2007年のパリ〜ニース開催直前にも、ASOがUCIプロツアーライセンスチームである、ユニベット・ドット・コムの招待を拒否した件について悶着があったが、このときはUCIが折れる形となって開催は行われた。しかし2008年についていえば、UCIがプロツアー制度の維持という点を含めて、欧州自転車競技連合（UEC）をほぼ味方に取り付けたことに加え、UCI側から見て、ASOがUCIプロツアー対象レースから除外されたことを逆手に取り、半ば勝手にフランス自転車競技連盟（FFC）の管理下でパリ〜ニースの開催を強行しようという方策に出ていると考えていることから、ついにはUCIの会長であるパット・マッケイドが、仮にUCI不介入となるパリ〜ニースに出場した場合には選手、チーム双方に対して然るべき制裁処置を取るという点にまで言及しはじめた。
UCIとASOの根深い対立が続いていることに対し、UCIのパリ〜ニース2008に対する制裁処置表明に不満が鬱積している国際プロ自転車チーム連盟（IPCT）は、スポーツ仲裁裁判所（CAS）に事態収拾を訴えたものの、CASはこれを却下したことから開催が危ぶまれたが、最後はIPCTの介入の下、開催可否を参加予定チームの投票で決する形となった。その結果、開催挙行に賛成票が多かったことから予定通り9日から開催は行われることになった。なお、パリ〜ニース2008はUCI不介入の下、FFCの管理及び規定によって執り行われた。

#### プロツアー制度崩壊の危機
2008年6月13日、マッケイドは、3月に開催されたパリ〜ニースの運営に関し、UCIを排除したことに対してFFCに強い憤りを示し、10000スイスフランの罰金を含む制裁を行うと表明した。
この制裁表明に対しFFCは、来年度以降もパリ〜ニースについてはUCIの関与を認めないと表明したばかりか、2012年開催予定のトラック及びシクロクロスの世界選手権についても同様の考えがあることも合わせて言明。さらにFFCのこの発言が伏線となり、7月4日、コフィディスが来年度のプロツアーライセンスを更新しないことを表明した。
さらにツール・ド・フランスの休息日にあたる7月15日に衝撃的なニュースが報じられる。前述したコフィディスのプロツアー離脱表明に倣う形で、ツール・ド・フランスに参加しているプロツアーライセンスの17チームが、来年度のプロツアーライセンスを更新しないことを、ASO、RCSスポルト、ウニプブリクのグランツール主催者と合意したと表明した。
この合意については、前々からライセンス料が高すぎる（年間2500万円相当）ことに加え、ロードレースファンの人気が高いグランツールの全面離脱や、ロンド・ファン・フラーンデレン以外のモニュメントレースのプロツアー対象レースからの離脱により、プロツアーに止まる意義を失ったことに起因している。加えて今回の合意については、グランツール主催者側が水面下で画策している、プロツアーに代わる新制度導入と深くかかわっていると見られる。またこの衝撃的なニュースに対し、「UCIプロツアーはもう終わりだ」という声が高まる一方、プロツアー制度の維持を図りたいUCIは、2009年度のプロツアー対象レースとして、ロシアのソチで行われているGP・ソチを新たに加えたいと表明した。
UCIがプロツアー制度維持に対して強弁の姿勢を示す背景として、ヨーロッパ自転車競技連合（UEC）が3月3日、2009年度以降についてもプロツアー制度の維持を支持するとした表明を行ったことに起因している。
その後、UCIは、プロツアー制度維持を図るべく、離脱を申し出たいくつかのチームに収拾打開策を呼びかけたが、プロツアーの今後のあり方を考える、「ワーキンググループ」と呼ばれる次の5チーム、ゲロルシュタイナー、チームCSC-サクソバンク、エウスカルテル・エウスカディ、アージェードゥーゼール・ラモンディアーレ、サイレンス・ロットと、ツール・ド・フランスの休息日である7月21日に、イタリアのクーネオで会談を行った。
その会談で、ワーキンググループの取りまとめ役となった、ゲロルシュタイナーのチーム監督、ハンスミヒャエル・ホルクツァーは、2009年度についてもプロツアー制度の存続を示唆した。2008年8月18日、UCIは、ASOの親会社であるEPA（エディシオン・フィリップ・アモリ＝Éditions Philippe Amaury）と交渉を重ね、長年に亘るASOとの確執状態に終止符を打ったことを表明。IOC会長のジャック・ロゲや、同委員のジャン＝クロード・キリーもこの歴史的和解に向けて尽力したことも伝えられた。

#### ワールドカレンダーの創設
上述の、UCIとASOとの歴史的和解に基づき、2009年シーズンについてもプロツアー制度は存続。また2008年シーズンにおけるUCIプロツアーライセンスチームも、前々から撤退を表明していたゲロルシュタイナーとクレディ・アグリコルを除いて、前年7月15日における離脱宣言を撤回し、さらに、カチューシャ、ガーミン・スリップストリームを新たに加えた18チームに、2009年シーズンのUCIプロチームライセンスが付与されることになった。
さらに、UCIプロツアーとは別枠の、『歴史的なレース』という意味合いの「ヒストリカルレース」というカテゴリーの下、グランツール、モニュメントなどの、ロードレースファンに人気の高いレースを加えた、UCIワールドカレンダーが、UCIプロツアー対象レースも包含する形で、2009年シーズンより導入されることになった。
2011年シーズンより、UCIワールドツアー創設に伴い、UCIプロツアーは名実共に消滅することになった。

## 日程
- UCIプロツアー2005
- UCIプロツアー2006
- UCIプロツアー2007
- UCIプロツアー2008

## 結果

### 年次個人総合成績
| 年   | 1位                      | 2位                  | 3位                      | 4位                      | 5位                        |
| ---- | ------------------------ | -------------------- | ------------------------ | ------------------------ | -------------------------- |
| 2005 | ダニーロ・ディルーカ     | トム・ボーネン       | ダビデ・レベリン         | ヤン・ウルリッヒ         | ランス・アームストロング   |
| 2006 | アレハンドロ・バルベルデ | サムエル・サンチェス | フランク・シュレク       | カデル・エヴァンス       | アンドレイ・カシェシュキン |
| 2007 | カデル・エヴァンス       | ダビデ・レベリン     | アルベルト・コンタドール | アレハンドロ・バルベルデ | オスカル・フレイレ         |
| 2008 | アレハンドロ・バルベルデ | ダミアーノ・クネゴ   | アンドレアス・クレーデン | ロマン・クロイツィガー   | アンドレ・グライペル       |

### 歴代優勝選手・チーム・国
| 年   | 優勝選手                 | 優勝チーム       | 優勝国   |
| ---- | ------------------------ | ---------------- | -------- |
| 2005 | ダニーロ・ディルーカ     | チームCSC        | イタリア |
| 2006 | アレハンドロ・バルベルデ | チームCSC        | スペイン |
| 2007 | カデル・エヴァンス       | チームCSC        | スペイン |
| 2008 | アレハンドロ・バルベルデ | ケス・デパーニュ | スペイン |